# Kamaria Durant
Kamaria Durant (née le 24 février 1991) est une athlète trinidadienne, spécialiste des épreuves de sprint.

## Palmarès
| Date | Compétition                                      | Lieu     | Résultat | Épreuve   | Temps         |
| ---- | ------------------------------------------------ | -------- | -------- | --------- | ------------- |
| 2013 | Championnats d'Amérique centrale et des Caraïbes | Morelia  | 2e       | 4 × 100 m | 43 s 67       |
| 2014 | Relais mondiaux de l'IAAF                        | Nassau   | 3e       | 4 × 100 m | 42 s 66       |
| 2015 | Relais mondiaux de l'IAAF                        | Nassau   | 5e       | 4 × 100 m | 42 s 88       |
| 2015 | Championnats NACAC                               | San José | 3e       | 4 x 100 m | 44 s 24       |
| 2017 | Relais mondiaux de l'IAAF                        | Nassau   | 4e       | 4 × 200 m | 1 min 32 s 63 |
| 2019 | Jeux panaméricains                               | Lima     | 4e       | 4 x 100 m | 43 s 57       |
| 2019 | Championnats du monde                            | Doha     | 6e       | 4 x 100 m | 42 s 71       |

## Records
| Épreuve | Temps   | Lieu           | Date            |
| ------- | ------- | -------------- | --------------- |
| 100 m   | 11 s 17 | Port-d'Espagne | 27 juillet 2019 |